# 伊勢貞丈
伊勢 貞丈（いせ さだたけ）は、江戸時代中期の旗本（幕臣）・伊勢流有職故実研究家。江戸幕府寄合・小姓組蕃士。旗本・伊勢貞益の次男。幼名は万助、通称は兵庫、平蔵。安斎と号した。名は音読みでテイジョウと呼ばれることもある。

## 生涯
伊勢氏は元々室町幕府政所執事の家柄であり礼法に精通し、江戸幕府3代将軍徳川家光の時に貞丈の曾祖父伊勢貞衡が召し出された。
享保10年（1725年）11月13日、父の貞益が享年33で死去し、12月23日に兄の貞陳が12歳で家督を相続するが、直後の翌11年（1726年）1月15日に貞陳が13歳で夭折、伊勢氏は一旦断絶した。しかし、代々家流をもって仕えてきた伝統が絶えてしまうことが憂慮されたため、8月5日、貞丈に兄の旧知である相模国大住郡1000石のうちの300石が与えられ、寄合に加えられた。この際、年齢は10歳であったが12歳と詐称している。
享保18年（1734年）、先年父貞益が将軍台覧に供した家伝の書34巻について再び台覧があり、そのうち『日置流法要録抄』、『正月中祝儀餝絵図』、『御成并殿中御一献の記』、『大草殿より相伝の聞書』の4巻を献上すべきとの命があり、貞丈が書写して同19年（1735年）2月29日に献上、褒賞として時服3領を賜った。
延享2年（1745年）9月13日に28歳で小姓組に番入りし、儀式の周旋、将軍出行の随行などにあたった。貞丈は特に中世以来の武家を中心とした制度・礼式・調度・器具・服飾などに詳しく武家故実の第一人者とされ、伊勢流中興の祖となった。
天明4年（1784年）2月11日に老年により番を辞して小普請となり、この時黄金2枚を賜った。麻布に隠居したが、5月28日に死去、享年67。戒名は長誉。武士の身に長い院号など片腹痛いと宣言したとおりの短い戒名であった。ただし、幕府には卒日は6月1日と届けだされ、『寛政重修諸家譜』には6月5日没、享年70と記載されている。家督は婿養子の貞敦（旗本竹中定矩の3男）が病気を理由に辞退したため、貞敦の子の伊勢貞春が遺跡を継いだ。大吉寺に書像が残る。

## 著述活動
有職故実に関する著書を数多く残し、『平義器談』『四季草』『貞丈雑記』（子孫への古書案内、故実研究の参考書として、宝暦13年（1763年）から亡くなるまでの22年間にわたり、武家の有職に関する事項を36部門に分けて記したもの）『貞丈家訓』『安斎随筆』（公家・武家の有職故実や事物の起源、字訓の正誤などを広く随録したもの）『安斎雑考』『安斎小説』『刀剣問答』『軍用記』『犬追物類鏡』『座右書』『武器考証』『鎧着用次第』『包結図説』『条々聞書貞丈抄』『神道独語』などがある。
森鷗外は、貸本屋であまたの随筆類を読み尽くしたのち、伊勢貞丈の故実の書等に及ぶようになれば貸本文学も卒業となる、と記している。

## 人物・発言など
- ふつうのキツネが「妖狐」になる方法を記録している。まず野原で人間の頭蓋骨を探す。首尾よく見つけたらそれをキツネが頭に乗せる。そして、その状態で北斗七星を拝む。これを100回成功させるべし、というものである[6]。
- 元禄赤穂事件について、浅野長矩の刃傷＝有職故実の無視の原因は、「長矩が癇癪持ちで怒りっぽい性格だった」事によるとしている[7]。